# A Railway Collision
Pour plus de détails, voir Fiche technique et Distribution.
A Railway Collision (aussi connu sous le nom de A Railroad Wreck) est un court métrage dramatique muet britannique réalisé par Walter R. Booth et produit par Robert W. Paul. C'est un des nombreux "trick films" à sensations produit dans les studios Paul's Animatograph Works situés à Muswell Hill au nord de Londres, et est un des derniers et très peu nombreux films survivants restants.

## Synopsis
Le film se situe sur un chemin de fer à voie unique sur laquelle un train avance lentement dans un paysage de montagne. La voie ferrée passe sur une digue aux abords d'un lac. On voit un yacht sur le lac en arrière-plan ainsi qu'un tunnel dans lequel pénètre la voie ferrée. Le train passe le signal de la voie puis s'arrête. Alors que le train commence à reculer, un express sort du tunnel et entre en collision frontale avec le premier train. Les deux trains tombent de la digue.

## Production et récompense
Frederick A. Talbot écrit en 1912 : "La scène de l'accident était un champ dans lequel le décor avait été monté avec un soin considérable, et une grande longueur de rail miniature fut disposée tandis que les trains étaient de bonnes modélisations",. D'après Michael Brooke de la BFI Screenonline, "c'est un des plus anciens exemples de la pratique de cette technique". Michael Brooke remarque que "contrairement à certains autres de ses films de l'époque, Walter R. Booth ne tente pas de renforcer l'effet en entrecoupant la scène avec du matériel à grande-échelle, bien que ses successeurs auraient indubitablement ajouté une scène à l'intérieur d'un wagon plein de passagers hurlants",.
Malgré la nature artificielle du scénario et le travail du décor basique, les spectateurs semblent avoir trouvé la représentation convaincante. Frederick A. Talbot commente "beaucoup de gens étaient émerveillés de la chance de Robert W. Paul à être le premier à photographier un tel désastre. Ils étaient convaincus que c'était authentique". Il appelle le film "quarante des secondes les plus palpitantes qu'il soit possible de concevoir" et le comble de louanges pour avoir fait de ce désastre un film "aussi parfait dans sa rapidité et déraillement; et les images du film cinématographique étant moins nettes et précises que celles obtenues par une caméra manuelle, l'illusion était très convaincante"
.

## Effets spéciaux
A Railway Collision est l'un des premiers exemples de mise en œuvre de la technique de recréation de catastrophes à grande échelle à une échelle beaucoup plus petite à l'aide de maquettes miniatures. Cette technique servait de base importante à partir de laquelle des effets spéciaux plus impressionnants pouvaient être intégrés dans une histoire.
Malgré l'aspect artificiel et basique de la maquette, les spectateurs de l'époque semblent avoir trouvé cela très convaincant.

## Popularité

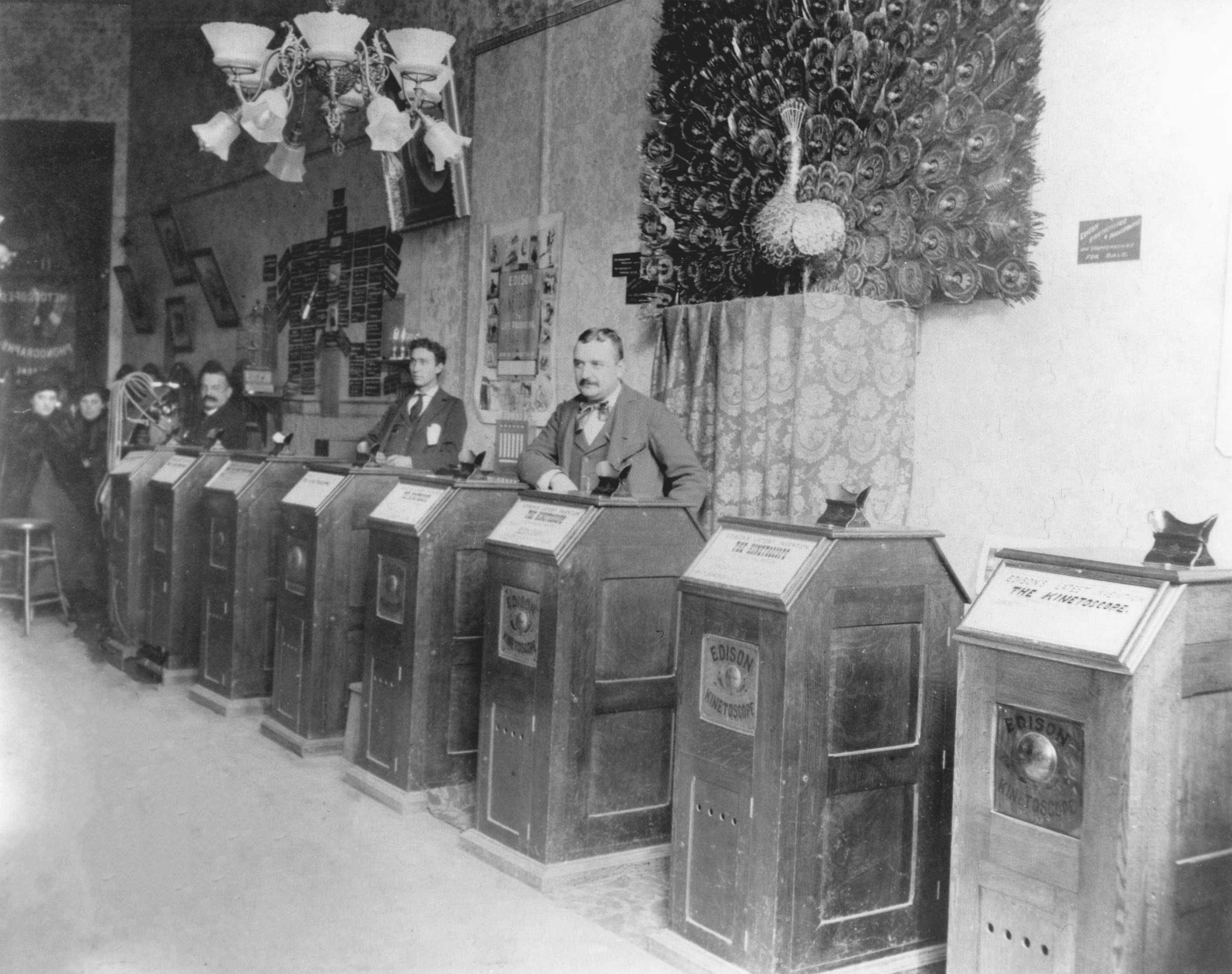
Un kinetoscope parlor à San Francisco (1894).

Ce film fut un succès commercial et fut largement piraté aux États-Unis. Ce film n'était que de 12 mètres (environ 1 minute) et a été conçu pour être lu par un Kinétoscope, une des toutes premières caméras d'exposition permettant à une seule personne à la fois de visionner le film à travers un œilleton. Cependant, A Railway Collision s'est avéré si populaire qu'il fut adapté pour le cinématographe, permettant à un public plus nombreux de voir ce film. Ce film eu une influence durable attirant de nombreux imitateurs et la technique d'utilisations de maquettes de trains pour représenter de vrais trains existants fut utilisée dans beaucoup de films britanniques par la suite.